# 아베니다 데 에우로파역
아베니다 데 에우로파 역(스페인어: Avenida de Europa)은 마드리드 경전철 2호선의 역이다. 마드리드 지방 포수엘로데알라르콘 시의 코무니다드 데 마드리드 거리와 에우로파 대로가 만나는 교차로 지하에 위치해 있다. 요금구역상으로는 B1구역에 속한다.

## 역사
2007년 7월 27일 마드리드 경전철 2호선의 개통과 함께 문을 열었다. 2호선 역 중에서 지하에 위치한 세 역 중 한 곳이다.

## 환승 정보
역 주변에 버스 정류장이 두 곳 있다.
버스
- 시내버스
  - 2, 3번 노선 (주간)
- 시외버스
  - 657번 노선 (주간)
  - N902 (야간)

경전철
| 마드리드 경전철                      | 마드리드 경전철       | 마드리드 경전철 |
| ------------------------------------ | --------------------- | --------------- |
| 캄푸스 데 소모사과스 콜로니아 하르딘 | 마드리드 경전철 2호선 | 베르나 아라바카 |